# Impératif catégorique
L'impératif catégorique est un concept de la philosophie morale d'Emmanuel Kant. Il désigne une conduite morale, forgée par la raison d'un individu, qui pourrait être élevée au rang de maxime universelle.
La définition de Kant est : « Agis uniquement d’après la maxime qui fait que tu puisses vouloir en même temps qu’elle devienne une loi universelle ». Par exemple, Kant illustre ce principe avec le cas du mensonge : si chacun mentait, la confiance disparaîtrait et il serait impossible de promettre quoi que ce soit. Ainsi, dire la vérité devient un impératif catégorique, car on ne peut vouloir que le mensonge devienne une loi universelle sans contradiction ni destruction de la société.
Énoncé pour la première fois en 1785 dans Fondements de la métaphysique des mœurs, il sera ensuite repris dans d'autres ouvrages d'éthique de l'auteur. Maintes fois critiquée, cette notion a aussi été reprise par nombre de philosophes. L'impératif est généralement connu essentiellement pour ses multiples formulations, dont certaines sont célèbres.

## Concept

### Définition
Kant distingue deux types d'impératifs. Un impératif peut être hypothétique ou catégorique. L'impératif catégorique (ou apodictique) correspond à ce qui doit être fait inconditionnellement. Seules des actions dont la maxime sera conforme à ce principe seront morales. Il n'y a pas ici de fin instrumentale, l'impératif catégorique s'impose de lui-même sans autre justification.
L'impératif catégorique s'oppose à l'impératif hypothétique, qui correspond à ce qu'il faut faire en vue d'une fin particulière. Pour réussir tel projet « X » il faut accomplir telles actions « Y », « Z », etc. Il s'agit d'obligations instrumentales, qui sont liées à un but poursuivi. Elles ne sont obligations que dans la mesure où ce but est recherché et n'ont aucune composante morale.
On voit donc qu'il y a une opposition tranchée entre les impératifs hypothétiques, qui peuvent être nombreux et qui sont reliés à une fin externe, et l'impératif catégorique unique qui vaut par lui-même et non par rapport à un élément extérieur.
L'impératif catégorique s'inscrit dans une critique de la philosophie eudémoniste propre à plusieurs auteurs antiques, notamment Aristote, selon laquelle le bonheur serait le souverain bien et la fin ultime de l'existence humaine : la moralité devant se défaire de tout motif empirique, le bien (au sens moral) et le bonheur doivent être distingués, et le bonheur n'intervient plus que comme une conséquence souhaitable (mais néanmoins secondaire) de l'action bonne. (Par ailleurs, le fait qu'il puisse exister un lien entre l'application rigoureuse de l'impératif catégorique et le bonheur suppose l'idée de Dieu.)
Selon Kant l'action morale doit être jugée non pas en fonction de son résultat mais selon ses motivations ; si la volonté qui la commande est bonne, l'action est moralement juste. L'impératif catégorique de Kant consiste en l'accomplissement du devoir, c'est-à-dire que l'action juste est inexorablement gratuite et désintéressée.
L'acte gratuit est selon Kant possible du fait même de la liberté humaine. En effet, bien que l'opinion commune pense que la morale s'oppose à la liberté, selon Kant la moralité consiste à s'affranchir des instincts égoïstes pour agir raisonnablement, pour être libre.
Le devoir n'a pas de contenu fixe mais seulement une forme : il est universalisable. Ce qui est juste pour l'un doit être juste pour tous.
L'action conforme au devoir dans les faits n'est pas nécessairement moralement juste : par exemple, respecter la loi par peur du châtiment est conforme au devoir, mais non moral car intéressé.
Il est donc impossible de juger la valeur morale des actes d'autrui puisqu'il est impossible de connaître toutes les motivations de ses actes. Il est d'autre part extrêmement difficile de juger ses propres actes du fait de la difficulté de l'introspection nécessaire.

### Formulation
Kant formule plusieurs fois la règle fondamentale de l'impératif catégorique au cours de son œuvre. Il écrit notamment : « Agis uniquement d'après la maxime qui fait que tu puisses vouloir en même temps qu'elle devienne une loi universelle. » Cette doctrine est parfois résumée avec la phrase suivante : « Agis de telle sorte que la maxime de ton action puisse être érigée en loi universelle. »
Kant soutient également que l'humanité doit être traitée comme une fin, et jamais comme un moyen. Il formule ainsi : « Agis de façon telle que tu traites l'humanité, aussi bien dans ta personne que dans toute autre, toujours en même temps comme fin, et jamais simplement comme moyen. ».
Il écrit également : « L'idée de la volonté de tout être raisonnable conçue comme volonté instituant une législation universelle », et « Agis selon les maximes d'un membre qui légifère universellement en vue d'un règne des fins simplement possible. »
Bien que ces quatre énoncés soient différents, ils sont tous des formulations du même impératif catégorique, qui lui est unique.

## Critiques et débat

### Critique sur l'inconditionnalité
Benjamin Constant formule les premières critiques de l'impératif catégorique dans Des réactions politiques (1797). Il souligne combien l'impératif catégorique, en cherchant à atteindre un caractère universel a priori, ne prend jamais en compte le résultat de l'action. Aussi, il est conditionnel ; or, le devoir n'est applicable qu'envers ceux qui y ont droit, c'est-à-dire que dire la vérité n'est un devoir qu'envers ceux qui la disent aussi. Il est, selon lui, en effet indubitable que lorsque les devoirs sont en contradiction les uns par rapport aux autres, il est nécessaire de les hiérarchiser pour éviter les paradoxes que produirait un impératif catégorique.

### Critique sur l'inapplicabilité
Georg Hegel critique la position kantienne dans plusieurs de ses ouvrages. Pour lui, le devoir doit se réaliser dans une effectivité concrète (Wirklichkeit), or la formule de l'impératif catégorique est particulièrement abstraite, de telle sorte qu'elle ne peut nous être d'aucun secours lors d'une situation particulière. Il écrit : « comme l'action exige pour soi un contenu particulier et un but défini, et que l'abstraction du devoir ne comporte rien de semblable, la question se pose : qu'est-ce que le devoir ? ».

### Critique sur l'élimination du facteur de l'inclination
Arthur Schopenhauer se montre critique envers la position kantienne dans Le Monde comme volonté et comme représentation. Il y voit une « faute » de la part du philosophe. Il soutient que l'action morale a besoin d'une inclination, d'un sentiment de sympathie, car la seule base rationnelle ne saurait suffire pour sacrifier son intérêt. Il critique ainsi « cette affirmation pédantesque, qu'une action, pour être vraiment bonne et méritoire, doit être accomplie par pur respect pour la loi et le concept de devoir, et d'après une maxime abstraite de la raison, non point par inclination, par bienveillance pour autrui, par sympathie, par pitié, par quelque tendre mouvement du cœur ».

### Critique eudémoniste
Une autre critique formulée contre l'impératif catégorique est celle inspirée par ce que Kant appelle « les morales du bonheur » (eudémonisme) qu'il trouve chez Aristote indépendamment de la poursuite d'un bien qui motiverait l'agir. De fait on voit alors mal pourquoi il faudrait être moral, puisque rien ne nous y enjoint. Si dans les morales antiques, on voit très bien ce qui motive l'agir (la recherche du bien), on ne voit pas du tout l'attractivité de la motivation kantienne, qui ne saurait reposer sur un tel bien. L'intention morale kantienne trouve son ressort dans la dignité morale. Mais pourquoi rechercher une telle dignité, si ce n'est que la dignité recherchée est celle qui convient à l'être humain, en tant qu'il est meilleur pour lui de s'accomplir en agissant selon la vertu. Indépendamment d'une philosophie du bien, il semble peu concevable à certains que la morale kantienne puisse être une morale praticable, ou même servir de fondement à une pratique réelle.

### Critique d'applicabilité
Une formule devenue célèbre de Charles Péguy exprime une nouvelle objection contre la morale kantienne :

« Le kantisme a les mains pures, mais il n’a pas de mains. »

— Pensées, octobre 1910
Le kantisme serait donc, en pratique, tout simplement inapplicable ; il serait moralement "pur", mais seulement de par son inefficacité à penser l’action morale concrète. C'est d'ailleurs sur cette base que se fonde la critique que fait Hegel de la morale kantienne dans les Principes de la philosophie du droit.

### Application économique
Récemment, en économie, la théorie de Kant (Kantian Economics) est évoquée pour résoudre l'épineux problème de la coordination des agents. Mais l'économie s'éloigne quelque peu du kantisme, car elle n'en retient que certains principes (généralisation, réciprocité, inconditionnalité).